# منتخب ألمانيا الغربية لهوكي الجليد
منتخب ألمانيا الغربية الوطني لهوكي الجليد هو منتخب وطني كان يمثل ألمانيا الغربية في منافسات هوكي الجليد الدولية، بعد منافساته في سنة 1951، نافس في بطولة العالم لهوكي الجليد 29 مرة وفاز بالمركز الثاني في بطولة 1953، نافس في الألعاب الأولمبية الشتوية 10 مرات وفاز بالميدالية البرونزية في دورة 1976. بعد توحيد ألمانيا تم حل هذا المنتخب.